# Германская кампания в Анголе
Германская кампания в Анголе — боевые действия между германскими и португальскими колониальными войсками в период с октября 1914 по июль 1915 года во время Первой мировой войны. До официального объявления войны между Германией и Португалией (март 1916 года) германские и португальские войска сталкивались несколько раз на границе между Германской Юго-Западной Африкой (ныне Намибия) и Португальской Западной Африкой (ныне Ангола). Немцы одержали победу в этих стычках и смогли занять регион Хумбе в южной Анголе, который удерживали до успешного завершения наступления британских войск из Южной Африки, разбивших их, благодаря чему португальский контроль над Хумбе был восстановлен.

## Предпосылки
С 1911 до июля 1914 года Германская и Британская империи вели тайные переговоры о возможном разделении португальской Анголы; в этом случае большая часть суши должна была попасть в руки немцев. В 1912 году была создана немецкая организация содействия поглощению Анголы — Angola Bund.
Ещё до начала Первой мировой войны (сентябрь 1914 года) португальское правительство направило подкрепление к южной границе Анголы. После того как началась война, граница между Германской Юго-Западной Африкой и Анголой осталась открытой. Немцы надеялись, что они смогут поставлять продукты питания и, возможно, даже оружие через неё. Тем не менее, португальские колониальные власти были достаточно враждебны к немцам и пытались остановить всю торговлю. Несколько германских граждан в Анголе были интернированы.

## Кампания

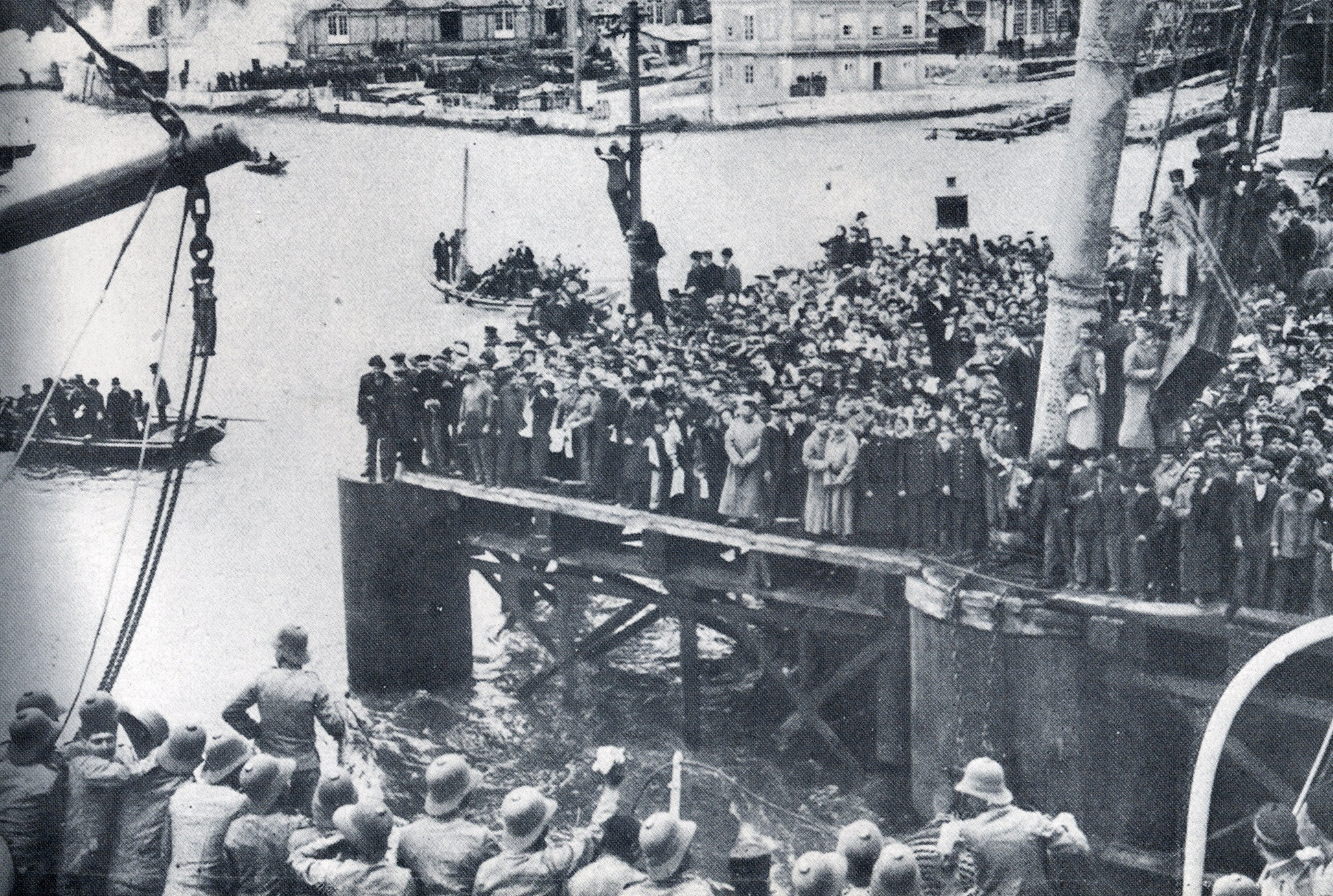
Португальские войска высаживаются в Анголе.

Кампания на юге Анголы началась до формального объявления войны между Германией и Португалией. Столкновения произошли в период между октябрём 1914 и июлем 1915 года, Германия же не объявляла войну Португалии до 9 марта 1916 года.
В связи с возможностью нападения со стороны Германской Юго-Западной Африки португальские силы на юге Анголы были усилены военной экспедицией во главе с подполковником Алвишем Рокадешем, который прибыл в Мокамедес 1 октября 1914 года.
С середины 1914 года было несколько вооружённых столкновений между португальскими и германскими войсками. Первым серьёзным инцидентом было столкновение у Наулилы 19 октября, в котором три германских офицера, возглавлявшие военную колонну, которая вошла на территорию Анголы без разрешения, были убиты португальскими войсками. 31 октября германские войска, вооружённые пулемётами, предприняли неожиданную атаку на небольшой португальский аванпост в Куангаре, убив 1 сержанта, 5 солдат и одно гражданское лицо. Нападение стало известно как «Куангарская резня».
18 декабря произошло крупнейшее столкновение в ходе кампании. Германские силы, насчитывавшие 2000 человек под командованием майора Виктора Франке, атаковали португальские войска, находящиеся под Наулилой. После упорного сопротивления португальцы были вынуждены отступить в регион Хумбе, потеряв трёх офицеров и 66 солдат и 76 солдат пропавшими без вести, в то время как немцы потеряли 12 солдат убитыми и 30 пропавшими без вести. После взрыва склада боеприпасов на базе Форте-Рокадеш португальцы оставили и Хумбе и отступили дальше на север.
7 июля 1915 года португальские войска под командованием генерала Перейры де Эка заняли регион Хумбе. Два дня спустя германские войска в Юго-Западной Африке капитулировали, что завершило югозападноафриканскую кампанию.
До сентября 1915 года португальские войска продолжали боевые действия в южной Анголе против местных повстанцев, которые были вооружены и подстрекаемы немцами. В 1916 году португальские войска вступили на территорию бывшей Германской Юго-Западной Африки, участвуя вместе с британскими и южноафриканскими войсками в её оккупации.